# Park Row
 Park Row és una pel·lícula dirigida per Samuel Fuller i estrenada el 1952. Ha estat doblada al català.

## Argument[2]
A finals del segle xix, al barri de Park Row, Phineas Mitchell, periodista, acaba de perdre la seva feina, juntament amb altres col·legues. Al voltant d'un got, somia crear el seu propi diari, el "Globe". Un vell impressor proposa prestar-li les seves màquines per a llançament d'un nou quotidià. El "Globe" creix i inquieta els magnats de la premsa, entre els quals Charity Hackett, directora de l'"Stars". De seguida, l'enfrontament gira a postures cada vegada més violentes...

## Repartiment
- Gene Evans: Phineas Mitchell
- Mary Welch: Charity Hackett
- Bela Kovacs: Ottmar Mergenthaler
- Herbert Heyes: Josiah Davenport
- Tina Pine: Jenny O'Rourke
- George O'Hanlon: Steve Brodie
- J.M. Kerrigan: Dan O'Rourke
- Forrest Taylor: Charles A. Leach
- Don Orlando: Mr. Angelo
- Stuart Randall: Mr. Spiro